# UFO crash
Per UFO crash (letteralmente in italiano schianto di UFO nel senso di "UFO precipitato") si intende lo schianto al suolo di un oggetto volante non identificato (UFO), sia esso di presunta matrice extraterrestre o terrestre. Il termine fu coniato per definire l'incidente di Roswell (Nuovo Messico, USA) del 1947. Da un punto di vista letterale, la parola "UFO" non riguarda necessariamente presunti velivoli avanzati di origine aliena: un meteorite, i resti di un pallone sonda o i vettori di un missile, di fatto, sono "oggetti volanti non identificati" finché non se ne appuri la natura e la provenienza. Tuttavia, tra il grande pubblico, il termine "UFO" è ormai spesso associato all'origine aliena; di conseguenza, anche l'espressione "UFO crash" è utilizzata, quasi esclusivamente, per indicare lo schianto di un velivolo alieno.
Vero e proprio "esperto" degli UFO crash fu Leonard Stringfield che pubblicò vari libri sull'argomento, il più famoso dei quali è Assedio UFO (1978).

## Teorie e ipotesi sul fenomeno
Tra le teorie più diffuse nel campo ufologico relative agli UFO crash (intesi come schianti di velivoli extraterrestri), vi sono quelle che vogliono i governi degli Stati delle principali nazioni al corrente dell'esistenza degli alieni e l'ipotesi che gli stessi governi abbiano già stretto contatti e/o acquisito tecnologia evoluta di origine extraterrestre proprio grazie a questo tipo di avvenimenti. Tra gli ufologi che seguono le teorie cospirazioniste si ritiene che gli stati cerchino di tenere nascosta l'esistenza degli alieni, compresa quindi ovviamente la caduta di navi aliene, grazie all'intervento di gruppi speciali conosciuti, per il loro abbigliamento scuro, come Uomini in nero.
Queste teorie, soprattutto quelle relative all'ingegneria inversa di navi aliene precipitate durante gli anni della guerra fredda, sono state impiegate da ufologi e sostenitori di teorie scientifiche non convenzionali per giustificare gli avanzamenti tecnologici delle due superpotenze mondiali (Stati Uniti d'America e Russia): i progressi di quegli anni nell'esplorazione spaziale e nel campo degli armamenti sarebbero stati resi possibili grazie allo studio e all'interpretazione della tecnologia avanzata recuperata sulle aeronavi precipitate, di volta in volta o in anni precedenti, nelle rispettive aree di competenza.
Una delle maggiori contestazioni che vengono fatte a chi ritiene che, in un determinato incidente aereo, possano effettivamente essere coinvolti velivoli di natura extraterrestre è proprio il fatto stesso che questi ultimi sarebbero precipitati: se simili mezzi sono così avanzati da essere in grado di attraversare lo spazio interstellare, ipoteticamente anche a velocità di molto superiori a quella della luce, sembra poco realistico che non siano poi in grado di gestire il volo atmosferico e che precipitino in numero così elevato.
Dopo la nascita dell'ufologia nel XX secolo, diversi studiosi hanno cercato di reinterpretare avvenimenti passati che potevano rappresentare degli schianti di UFO (o supposti tali) in chiave extraterrestre (per esempio l'evento di Tunguska).

### Teoria del complotto negli USA
In seguito alla promulgazione negli Stati Uniti del Freedom of Information Act, che imponeva agli enti governativi di pubblicare numerosi documenti fino ad allora mantenuti segreti, risultò che anche FBI e CIA avevano indagato sui fenomeni UFO, ritenendoli di possibile provenienza sovietica. A partire dai primi anni 80, alcune associazioni di ufologi americani arrivarono quindi a teorizzare l'esistenza di una sorta di cospirazione da parte del governo statunitense che, dopo alcuni "Ufo Crash", avrebbe preso contatto con una specie aliena che aveva il proposito di colonizzare la Terra. Di tale teoria non è stata portata però alcuna prova convincente; queste affermazioni vanno quindi considerate fantasiose e non scientifiche.

## UFO crash riconosciuti dal CSETI
Il Center for the Study of Extraterrestrial Intelligence (CSETI) ha elaborato un elenco dei presunti UFO crash avvenuti sul nostro pianeta dei quali è disponibile una qualche forma di evidenza storica. Alcuni di essi si sono rivelati burle; su altri, invece (come il già citato evento di Tunguska), le ricerche scientifiche stanno elaborando spiegazioni che negano del tutto l'intervento di fenomeni di tipo alieno. Quella che segue è una sintesi della lista che, nell'originale, comprende oltre un centinaio di episodi. Gli eventi ormai ritenuti quasi sicuramente non UFO hanno lo sfondo azzurro.
| Numero d'identificazione | Anno                 | Giorno e mese | Località                            | Note |
| ------------------------ | -------------------- | ------------- | ----------------------------------- | --- |
| 001                      | 10000 a.C.-5000 a.C. |               | Confine sino- tibetano              | Riconosciuto in seguito al ritrovamento di lamine metalliche in un altipiano cinese                                      |
| 002                      | 5000 a.C.            |               | Grand Canyon, Arizona, Stati Uniti  | Riconosciuto in seguito a leggende indiane che parlavano di corpi cadenti dal cielo, di forma metallica, per quell'epoca |
| 003                      | 840                  |               | Lione, Francia                      | |
| 004                      | 1753                 | marzo         | Perugia, Italia                     | Fu visto un globo luminoso cadere in una collina presso il capoluogo umbro                                               |
| 005                      | 1864                 | settembre     | Cadotte Pass, Missouri, Stati Uniti | |
| 006                      | 1884                 | giugno        | Holdrege, Nebraska, Stati Uniti     | |
| 007                      | 1884                 | 13 dicembre   | Sorisole (presso Bergamo), Italia   | Furono anche visti degli "omini piccoli che emettevano striduli versi"                                                   |
| 008                      | 1897                 | 17 aprile     | Aurora, Texas, Stati Uniti          | |
| 009                      | 1907                 |               | Vermont, Stati Uniti                | |
| 010                      | 1908                 | 30 giugno     | Tunguska, Impero russo              | Molto dibattuto, si veda Evento di Tunguska                                                                              |
| 011                      | 1909                 | 22 dicembre   | Chicago, Illinois, Stati Uniti      | |
| 012                      | 1912                 |               | Puglia, Italia                      | |
| 013                      | 1923                 |               | Quetta, India Britannica            | Quetta attualmente si trova in Pakistan                                                                                  |
| 014                      | 1925                 |               | Chevy Chase, Maryland, Stati Uniti  | |
| 015                      | 1925                 | ottobre       | Polson, Montana, Stati Uniti        | |
| 016                      | 1930                 |               | Mandurah, Australia                 | Nel deserto |
| 017                      | 1933                 | gennaio       | Prato Nevoso, Italia                | Comparvero anche degli "umanoidi" alti circa 2 metri e che comunicavano tramite antenne                                  |
| 018                      | 1936                 |               | Foresta Nera, Germania              | Probabile impatto di un UFO nazista                                                                                      |

## UFO crash in Italia
Nell'anno 2000 l'ufologo Roberto Pinotti e altri collaboratori del Centro ufologico nazionale avrebbero rinvenuto documenti risalenti al ventennio fascista, secondo i quali in Italia si verificò la caduta di un aeromobile sconosciuto il 13 giugno del 1933. La notizia dello schianto, inizialmente diffusa, sarebbe poi stata celermente insabbiata grazie alla censura operata dal regime, che avrebbe attivato uno speciale gruppo di ricerca, denominato Gabinetto RS/33, per studiare i resti rinvenuti. Le informazioni di questo gruppo, giunte (o cedute) ai tedeschi, avrebbero portato alla creazione di "UFO nazisti" (sulla cui esistenza vi sono molti dubbi) e ispirato la forma di mezzi come l'Horten Ho 229.

## UFO crash nei media e nella cultura di massa

### UFO crash come espediente narrativo
La caduta di velivoli alieni, e spesso il tentativo di riutilizzare le avanzate tecnologie che li fanno funzionare, sono tematiche molto frequenti nell'ambito della fantascienza, fin quasi dai suoi esordi. Il ritrovamento di un'astronave aliena precipitata e ricoperta tra i ghiacci è, per esempio, l'evento da cui parte il celebre racconto La cosa da un altro mondo (Who Goes There?, 1938) di John W. Campbell, da cui nei decenni sono poi stati tratti diversi film (La cosa da un altro mondo del 1951, La cosa del 1982). Tematiche relative agli UFO ricorrono spesso anche nel mondo dei fumetti, dei cartoni animati e dei videogiochi.
L'incidente di Roswell, forse uno dei più noti al grande pubblico a partire dagli anni novanta, ha raggiunto questa fama anche grazie al fatto di essere citato in centinaia di opere, con film, videogiochi e serie televisive dedicate quasi esclusivamente all'evento e alle sue ipotetiche conseguenze.
Tra i temi che sono state sfruttati più spesso vi è il conflitto o la semplice interazione tra l'occupante e gli esseri umani (oltre a La cosa da un altro mondo si può ricordare Starman di John Carpenter); in altri casi, la nave aliena porta un gruppo numeroso, che si troverà a convivere più o meno pacificamente con gli abitanti del pianeta Terra (District 9) o, a volte, portando sul nostro pianeta eventuali lotte interne (Transformers G1). In alcuni casi l'UFO caduto e la sua tecnologia permettono agli umani di affrontare pericoli successivi (è il caso del manga e anime Macross o del film Independence Day dove proprio l'UFO precipitato a Roswell, modificato dagli umani, permette di sconfiggere gli alieni e bloccare il loro tentativo di invasione).
A volte l'origine del velivolo schiantato si rivela non aliena, con un capovolgimento delle aspettative dei protagonisti: nel fumetto Martin Mystère, per esempio, oltre agli "UFO crash tradizionali" presenti in numerose storie, un velivolo della perduta civiltà di Atlantide, dopo aver raggiunto Marte, torna sulla Terra, schiantandosi durante l'atterraggio, con a bordo esseri umani mutati dalle condizioni del pianeta rosso, che daranno origine agli Yeti.